# هرمون تركيز الميلانين
هرمون تركيز الميلانين (MCH)، المعروف أيضًا باسم هرمون تحفيز ما قبل الميلانين (PMCH)، هو ببتيد دوري مكون من 19 حمضًا أمينيًا أوريَكسيجيني (محفز للشهية) موجود في منطقة تحت المهاد، وقد عُزل في الأصل من الغدة النخامية لأسماك العظميات، حيث يتحكم في تصبغ الجلد. في الثدييات، يشارك في تنظيم سلوك التغذية والمزاج ودورة النوم والاستيقاظ وتوازن الطاقة.

## البنية
هرمون تركيز الميلانين هو ببتيد عصبي حلقي مكون من 19 حمضًا أمينيًا، حيث أنه سلسلة عديد ببتيد قادرة على العمل كناقل عصبي. تتركز خلايا هرمون تركيز الميلانين العصبية بشكل رئيسي في المنطقة تحت المهاد الجانبي، والمنطقة العائرة، والمنطقة غير المحددة-تحت المهاد، ولكنها توجد أيضًا، بكميات أقل بكثير، في التكوين الشبكي الجسري المتوسطي (PPRF)، والباحة أمام البصرية الإنسية، والنواة السقيفية الظهرية الجانبية، والحديبة الشمية. يُنشط هرمون تركيز الميلانين عن طريق الارتباط بمستقبلين مقترنين بالبروتين ج (GCPRs)، مستقبل هرمون تركيز الميلانين 1 (MCHR1) ومستقبل هرمون تركيز الميلانين 2 (MCHR2). يُحدد مستقبل هرمون تركيز الميلانين 2 فقط في بعض الأنواع مثل البشر والكلاب والقوارض وفئران النمس وقرود الريسوس، بينما لا تمتلك الثدييات الأخرى مثل القوارض والأرانب هذا المستقبل. يُفصل هرمون تركيز الميلانين عن سابق-هرمون تركيز الميلانين (ppMCH)، وهو عديد ببتيد مكون من 165 حمضًا أمينيًا يحتوي أيضًا على الببتيدات العصبية الجلايسين-الجلوتاميك (GE) والجلوتاميك-ايزوليوسين (EI).

## توزيع الأنسجة
عُثر على هرمون تركيز الميلانين أيضًا في هياكل محيطية خارج الدماغ. أظهر كل من الطحال والغدة الزعترية مستويات كبيرة من هرمون تركيز الميلانين في الثدييات في دراسات متعددة. يبدو أن مجرى الدم يحمل هرمون تركيز الميلانين حول الجسم في الثدييات أيضًا، على الرغم من أنها كمية ضئيلة جدًا في البشر.
يوجد هرمون تركيز الميلانين في النواة السقيفية الظهرية الجانبية فقط في أدمغة الإناث في نماذج الفئران. عُثر على هرمون تركيز الميلانين أيضًا فقط في المنطقة أمام البصرية الإنسية والنواة الوطائية المجاورة للبطين أثناء الرضاعة.

## التفعيل والتثبيط
تُزيل الخلايا العصبية المنتجة لهرمون تركيز الميلانين استقطابها استجابةً لتركيزات الجلوكوز العالية. يبدو أن هذه الآلية مرتبطة باستخدام الجلوكوز كمادة متفاعلة لتكوين أدينوسين ثلاثي الفوسفات (ATP)، مما يتسبب أيضًا في إزالة استقطاب خلايا هرمون تركيز الميلانين العصبية. كما أن الناقل العصبي، الجلوتاميك، يتسبب أيضًا في إزالة استقطاب خلايا هرمون تركيز الميلانين العصبية، بينما يتسبب ناقل عصبي آخر، حمض الغاما-أمينوبيوتيريك، في فرط استقطاب خلايا هرمون تركيز الميلانين العصبية. كما يُزيل الأوركسين استقطاب خلايا هرمون تركيز الميلانين العصبية. يبدو أن لخلايا هرمون تركيز الميلانين العصبية استجابة تثبيطية لهرمون تركيز الميلانين، لكنه لا يتسبب في فرط استقطاب الخلايا العصبية. النورإبينفرين له تأثير تثبيطي على خلايا هرمون تركيز الميلانين العصبية، وكذلك الأستيل كولين. خلايا هرمون تركيز الميلانين العصبية تُفرط في الاستقطاب استجابةً للسيروتونين. للكانابينويد تأثير تحفيزي على خلايا هرمون تركيز الميلانين العصبية.
أظهرت بعض الأبحاث أن الدوبامين له تأثير تثبيطي على خلايا هرمون تركيز الميلانين العصبية، لكن هناك حاجة إلى مزيد من البحث لتوصيف هذا التفاعل بشكل كامل.

## الوظيفة

### النوم
توجد علاقة تناقضية بين هرمون تركيز الميلانين وهرمون الأوركسين فيما يتعلق بدورة النوم، حيث يكون الأوركسين نشطًا بشكل كامل تقريبًا خلال فترات الاستيقاظ، بينما يكون هرمون تركيز الميلانين أكثر نشاطًا خلال فترات النوم. يعزز هرمون تركيز الميلانين أيضًا النوم، ويبدو أن المستويات المتزايدة من هرمون تركيز الميلانين خلال فترة النوم تزيد من مقدار الوقت الذي يقضيه الشخص في نوم حركة العين السريعة (REM) ونوم الموجات البطيئة. يمكن أن تزيد المستويات المتزايدة من هرمون تركيز الميلانين أيضًا من مقدار الوقت الذي يقضيه الشخص في كل من نوم حركة العين السريعة (REM) ونوم حركة العين غير السريعة (NREM)، مما يزيد بدوره من إجمالي مدة النوم. تعزز المستويات المتزايدة من السكر هرمون تركيز الميلانين وتأثيره على النوم والحفاظ على الطاقة.

### السلوك الأمومي
يُعتقد أن وجود هرمون تركيز الميلانين في مواقع معينة فقط أثناء الرضاعة يساعد على تعزيز السلوك الأمومي لدى الأفراد.

### سلوكيات الأكل والحفاظ على الطاقة
يمكن أن يتسبب وجود هرمون تركيز الميلانين بشكل متزايد في زيادة مستويات الأكل ويرتبط بزيادة كتلة الجسم. بالمقابل، يمكن أن يتسبب انخفاض كمية هرمون تركيز الميلانين الموجودة في انخفاض مستويات الأكل. كما تُربط الكميات المتزايدة من هرمون تركيز الميلانين في مناطق الشم، من بين مناطق أخرى، بزيادة تناول الأطعمة الدهنية ذات المحتوى العالي من السعرات الحرارية. يبدو أيضًا أن الطعام الذي يُوجد أن مذاقه جيد يعزز هرمون تركيز الميلانين، مما يعزز تناول هذا الطعام. يبدو أن السكر، وتحديدًا الجلوكوز، يعزز دور هرمون تركيز الميلانين في النوم والحفاظ على الطاقة. كما يُربط هذا التعزيز للحفاظ على الطاقة بزيادة كتلة الجسم حتى عند التحكم في النظام الغذائي.

### التكاثر
يُفترض أن هرمون تركيز الميلانين له دور تعديلي في إطلاق الهرمون اللوتيني (LH) إما عن طريق العمل مباشرة على الغدة النخامية أو بشكل غير مباشر عن طريق التأثير على الهرمون المطلق لموجهة الغدد التناسلية (GNRH) في منطقة ما تحت المهاد. يبدو أن هرمون الاستروجين ضروري لكي يؤثر هرمون تركيز الميلانين على التكاثر.

### تصبغ الجلد
على الرغم من أن هرمون تركيز الميلانين قد اكتُشِفَ في البداية لدوره في تحديد مستويات التصبغ في الأسماك، إلا أن تحديد دور هرمون تركيز الميلانين في تصبغ جلد الثدييات كان أكثر صعوبة بكثير. ومع ذلك، فقد عُثر على مستقبل هرمون تركيز الميلانين 1 في الخلايا الميلانينية البشرية وبعض خلايا سرطان الجلد، لذلك فإن هرمون تركيز الميلانين قادر على الارتباط بهذه الخلايا بالإضافة إلى الخلايا الكيراتينية على الرغم من أنها لا تُعبِّر عن مستقبل هرمون تركيز الميلانين 1. في الخلايا الميلانينية، يبدو أن هرمون تركيز الميلانين لديه علاقة معادية مع هرمون تحفيز الخلايا الصبغية ألفا، وانخفاض إنتاج الميلانين. على الرغم من ذلك، هناك حاجة إلى مزيد من المعلومات لفهم علاقة هرمون تركيز الميلانين بتصبغ الجلد في الثدييات بشكل كامل.

## الأهمية السريرية

### النوم القهري
بينما يعزز هرمون تركيز الميلانين النوم، لم يُجرَ أي بحث يربط هرمون تركيز الميلانين بالنوم القهري. بدلاً من ذلك، وجدت الأبحاث أنه في الأفراد المصابين بالنوم القهري، هناك انخفاض في عدد الخلايا العصبية للأوركسين، التي من شأنها تعزيز الاستيقاظ، بينما عدد خلايا هرمون تركيز الميلانين العصبية لا يختلف عن متوسط الفرد غير المصاب بالنوم القهري.

### الاكتئاب والقلق
يُربط هرمون تركيز الميلانين بالاكتئاب والقلق. ثبت أن مضادات مستقبلات هرمون تركيز الميلانين 1 تعمل كمضادات للاكتئاب.

### فقدان الشهية
تُربط التفاعلات بين هرمون تركيز الميلانين والكيموكينات/السيتوكينات التي تؤدي إلى انخفاض عام في إطلاق هرمون تركيز الميلانين وقابلية استثارة الخلايا العصبية بفقدان الشهية الناجم عن العدوى. غالبًا ما تظهر الكيموكينات والسيتوكينات نتيجة للالتهاب أو العدوى، ويمكنها بعد ذلك إتلاف خلايا هرمون تركيز الميلانين العصبية، مما قد يؤدي إلى فقدان الشهية لدى الفرد.

### سرطانات الجلد
يُحدد هرمون تركيز الميلانين في كل من خطوط خلايا الورم الميلانيني وسرطان الجلد حرشفي الخلايا. ومع ذلك، لم يُعثر على سابق-هرمون تركيز الميلانين، وهو مقدمة لهرمون تركيز الميلانين، في الخلايا الميلانية أو الخلايا الكيراتينية أو الخلايا الليفية، مما قد يشير إلى أن هرمون تركيز الميلانين قد اُدخل إلى هذه الخلايا عن طريق الخلايا البلعمية كجزء من الاستجابة المناعية. هناك حاجة إلى مزيد من البحث لتحديد وفهم العلاقة بين هرمون تركيز الميلانين والاستجابات المناعية المحتملة في الجلد بشكل كامل.

## التاريخ
اكتُشِفَ هرمون تركيز الميلانين لأول مرة في الأسماك العظمية؛ حيث وُجِدَ أنه يساعد في تحديد لون جلد السمكة. لاحقاً، اُكتشفت نسخة من هرمون تركيز الميلانين خاصة بالثدييات في الفئران، حيثُ لُوحِظَ أن معظم الوظائف والمواقع محفوظة عبر أنواع الثدييات.

## روابط خارجية
- Melanin-concentrating+hormone في المكتبة الوطنية الأمريكية للطب نظام فهرسة المواضيع الطبية (MeSH).